# Sho Tanaka
Sho Tanaka (nacido el 27 de agosto de 1989) es un luchador profesional japonés, más conocido bajo el nombre de Sho quien trabaja actualmente en la New Japan Pro-Wrestling (NJPW). Anteriormente estuvo en las empresas como Ring of Honor (ROH) y el Consejo Mundial de Lucha Libre (CMLL) de México, donde se lo conocía con el nombre de Raijin (雷神Raijin) , el nombre del dios del trueno japonés, y fue parte de La Ola Amarilla junto con Okumura, Kamaitachi y Fujin.
Entre sus logros, ha sido cuatro veces Campeones Peso Pesado Junior en Parejas de la IWGP con Yoh y una vez Campeón en Parejas 6-man NEVER de Peso Abierto. Además fue ganador del Super Junior Tag Tournament junto con Yoh.

## En lucha
- Movimientos finales

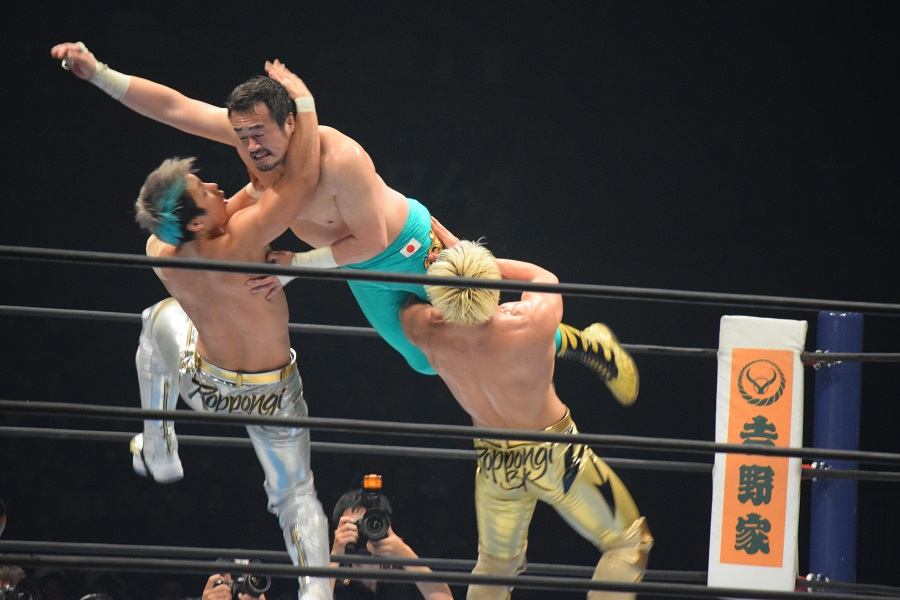
Roppongi 3K aplicándoles un 3K a Ryusuke Taguchi

  - Shock Arrow (Cross-armed package piledriver)[2]

- Movimientos en firma
  - Cross armbar
  - Dropkick
  - German suplex, sometimes while deadlifting
  - High knee
  - Lariat, sometimes to a cornered opponent
  - Powerbomb into double knee backbreaker
  - Single leg Boston crab
  - Superkick
  - Swinging reverse STO

- Apodos
  - "High Voltage"

- Manager
  - Rocky Romero

## Campeonatos y logros
- New Japan Pro-Wrestling

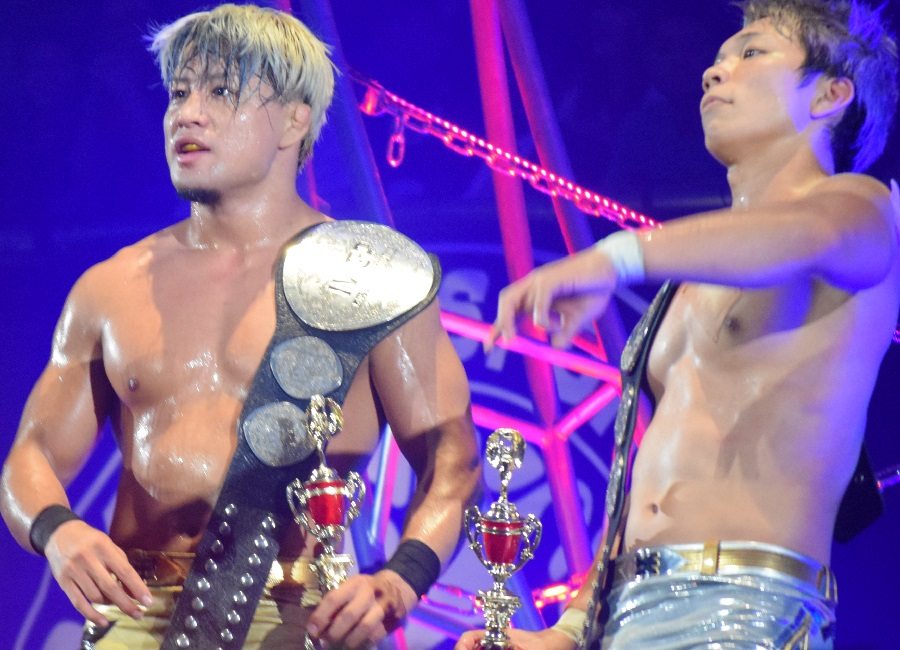
Sho como parte de Roppongi 3K ostentando los Campeonatos en Parejas Peso Junior Pesado de IWGP como ganadores del Super Jr. Tag Tournament 2017

  - IWGP Junior Heavyweight Championship (1 vez)
  - IWGP Junior Heavyweight Tag Team Championship (5 veces) – con Yoh
  - Super Junior Tag Tournament (2017, 2018 y 2019) – con Yoh
  - NEVER Openweight 6-Man Tag Team Championship (1 vez) - con Evil & Yujiro Takahashi (1)

- Pro Wrestling Illustrated
  - Situado en el Nº163 en los PWI 500 de 2018[3]